# Riu Çekerek
El Çekerek (nom antic: Scylax, Σκύλαξ) és un riu de la Regió de la Mar Negra, a Turquia, i principal afluent del riu Yeşilırmak.
L'antic jaciment hitita de l'edat del bronze de Maşat Höyük (Tapikka), no esta gaire lluny de Zile, es troba a la vora. Va ser ocupat almenys des del període de l'Imperi Mitjà el 1420-1340 aC, ja que s'hi han descobert documentació militar.